# Bæver
Bæveren (Castor fiber), også kaldet europæisk bæver, er en stor gnaver i familien bævere. Den var nær udryddelse i begyndelsen af 1900-tallet på grund af jagt, men er siden genudsat mange steder i Europa og Asien, hvor den nu findes fra Storbritannien til Kina og Mongoliet. I Danmark blev den genudsat i 1999.
Bævere er kendt for at lave dæmninger, men graver også kanaler til flådning af træstammer og grene. Bæverbot bygges af grene med en indgang placeret under vandet, men boet kan også udgraves i en brink.

## Udseende
Bæveren adskiller sig fra alle andre europæiske gnavere ved den brede, fladtrykte hale, der er skælklædt og næsten hårløs. Desuden har den svømmehud mellem tæerne på bagfoden. Pelsens farve varierer fra gulbrun til mørkebrun.
Hovedet er ret lille, afrundet, kort og bredt med afstumpet snude. Overlæben er uspaltet. Næseborene vender ud til siden. Kraniet er kraftigt bygget og kæbemuskulaturen stærk. Forsiden af de brede og kraftige gnaverfortænder er rødgul. Kindtænderne, hvoraf der findes fire i hver kæbeside, er rodåbne og stedse voksende, kun hos gamle individer lukkes de.
Øjnene er små med lodret stillede pupiller. De ydre ører er små, afrundede og oprette og rager knapt ud af pelsen. Halsen er kort og kraftig og kroppen tyk og plump. Benene er lave, men kraftige, og for en stor del skjult i kropshuden. Forbenene er langt mindre end bagbenene. Der er fem tæer på både for- og bagpoter med korte og stærke kløer. Forpoterne er mindre end bagpoterne, hvis tæer er forbundet med svømmehud helt ud til kløerne. Under kloen på den anden tå sidder en kort supplementsklo.
Kroppen går jævnt over i den tykke hale, der er trindere ved roden, men i øvrigt meget bred og flad, med skarpe kanter. Ved roden er den hårklædt, men ellers helt nøgen, blot klædt med regelmæssige ovale eller kantede skæl. Halen er blålig til sortgrå og cirka 32 centimeter lang og 13-14 centimeter i bredden på det bredeste sted.

### Størrelse
Bæveren er en af de største arter af gnavere i verden og den største gnaver hjemmehørende i Eurasien. Den vejer mellem 11 og 30 kilo, med et gennemsnit på 18 kilo. Det største individ, der er sikkert bekræftet, vejede 31,7 kilo, men der er rapporteret om bævere på over 40 kilo. Længden af hoved og krop er normalt 80-100 centimeter med en halelængde på 25-50 centimeter.
Aldersrekorden er 25 år. Normalt bliver de dog kun 7-8 år gamle.

## Levevis
Bæveren lever ved floder og søer i skovklædte områder. Her bygger den sit bo, kaldet bæverhytten, af grene, kviste og mudder. Bæveren er kendt for at bygge dæmninger, så vandet samler sig og danner en dam. På den måde sikrer bæveren sig en konstant høj vandstand, så boets indgang altid ligger under vandoverfladen.
Om efteråret samler den vinterforråd af fældede træer. De gnaves i mindre stykker, såkaldte bæverstokke, og gemmes i vandet nær boet. For at kunne transportere grene og stammer til boet udgraves kanaler. Bæveren svømmer med grenstykkerne i favnen, mens den ror med bagbenene.
Bæveren har stor økologisk betydning. Dæmningerne skaber nye levesteder for fugle og padder, og vandkvaliteten i vandløbet bedres.

### Ynglebiologi
Bæveren får et kuld om året. Hunnen er kun modtagelig for parring i 12-24 timer i perioden december til maj, oftest i januar. Modsat de fleste andre gnavere danner bæveren monogame par for flere år ad gangen. Drægtighedstiden er omkring 107 dage, og i gennemsnit fødes tre unger, men det varierer fra to til seks unger. De fleste bævere forplanter sig først i en alder af tre år, men 20 procent af hunnerne dog allerede i en alder af 2 år.
Ved fødslen har ungerne mørkebrun uldhårspels og åbne øjne.

### Føde
Bæveren lever mest af græsser, urter og vandplanter, men den fælder også træer og buske for at æde bladene eller barken. Den foretrækker træer med en diameter på omkring 10 centimeter, men kan fælde træer på cirka 60 centimeter i diameter. Større træer gnaves hele vejen rundt og efterlader et timeglasformet gnav. Mindre træer angribes kun fra den ene side. Bæveren foretrækker bævreasp, røn og pil, men fælder oftest birketræer, fordi de er mest udbredte.

## Udbredelse
Bæveren fandtes oprindeligt i store dele af Europa og Asien, men bestanden faldt som følge af intensiv jagt pga. pels, kød og bævergejl. Andre årsager var ødelæggelse af dens levesteder, især ved dræning for at skaffe landbrugsland. Uden for Sovjetunionen fandtes arten i begyndelsen af 1900-tallet kun i tre fra hinanden adskilte områder: Langs det mellemste af Elbens løb, langs Rhône-floden og i det sydlige Norge.  De første beskyttelsestiltag indførtes 1925 i Hviderusland, mens man først efter anden verdenskrig gik i gang med at bedre bæverens levevilkår i andre europæiske områder. Finland og Østrig hentede ikke kun den europæiske bæver til deres vådområder, men også individer af nordamerikansk bæver. I Østrig lykkedes det ikke at få disse dyr til at etablere sig, men Finland har i dag en større bestand af nordamerikansk bæver.

### Bæveren i Danmark
I Danmark uddøde bæveren formodentlig for omkring 2.000-2.500 år siden, men muligvis overlevede en lille population helt frem til vikingetiden.
I 1998 udgav Skov- og Naturstyrelsen en forvaltningsplan for bæveren i Danmark.
Efterfølgende blev der i oktober 1999 sat 18 bævere ud i Flynder Å i Klosterheden Statsskovdistrikt i Vestjylland. Bæverne stammede fra et område ved Elbens øvre løb i Tyskland. Udsætningen er et forsøg på at få bæveren tilbage i den danske natur. En bævertælling i april 2006 viste, at der blev født mindst 15 unger i sommeren 2005. Desuden havde bestanden i 2006 spredt sig fra Flynder Å til Storåen. Skov- og Naturstyrelsen fandt ved bævertællingen i første uge af april 2008 op imod 100 dyr, heraf 15 nye unger, hvilket er rekord. Ved bævertællingen i 2010 anslog man, at der var 139 bævere, heraf 21 nye unger ved Venø Bugt, Husby Sø, Nørresø og i åerne Hellegård Å, Fåre Mølleå, Flynder Å, Damhus Å, samt Idom Å, Vegen Å og Tvis Å i Storå-systemet.
I 2009 blev der udsat 24 bævere i Pøleå i Nordsjælland. I foråret 2014 sås den første unge i området.
Bestanden af danske bævere blev i foråret 2013 anslået til at ligge på omkring 185 dyr, heraf 20 nye unger. Senest er bæveren også set i Holme Å i Sydvestjylland og Vedsø ved Viborg. Bæveren er vurderet som truet art på den danske rødliste 2019.
I 2019 var der anslået 240-270 dyr i Jylland, fordelt på 30-35 territorier og 50-60 dyr på Sjælland, fordelt på 14-16 territorier.
I 2020 udgav miljøstyrelsen en ny forvaltningsplan for bæveren til erstatning for den tidligere fra 1998.
I fangenskab kan bæveren ses i AQUA Akvarium og Dyrepark.
I 2021 ynglede bæverne der.

## Galleri
- Bævergnavet træ om vinteren.
- Bævergnavet træ.
- Dæmning bygget af en bæver.